# ピエール＝フランソワ・フェルフルスト
ピエール＝フランソワ・フェルフルスト（Pierre-François Verhulst、1804年10月28日 - 1849年2月15日）は、ベルギー・ブリュッセル出身の数学者。ロジスティック方程式、ロジスティック曲線の最初の発表者として知られる。名前の日本語表記としては、フェルフルストの他、ベルハルストや、フェアフルストとも表記される。

## 略歴
1804年10月28日に、当時フランス第一帝政下にあったブリュッセルで生まれる。1834年から軍学校で微積分学の教師に任命される。1825年にゲント大学で整数論の研究で博士号を取得した。1835年にブリュッセル自由大学で数学教授に就く。しかし、軍学校で教える者は他の教育機関で教えることができなかったため、ブリュッセル自由大学での職は後に辞職することになる。1840年に結婚し、娘を一人もうけた。1849年、ブリュッセルにて病気により亡くなった。死因の明確な記録は残されていないが、結核によるものと考えられている。
フェルフルストの研究としては、人口論におけるロジスティック方程式、ロジスティック曲線が最も知られている。1838年に、人口予測に関する論文"Notice sur la loi que la population suit dans son accroissement"を発表した。この論文の中で、現在ではロジスティック方程式と呼ばれる人口増減の予測式を提案した。この人口予測式は、フェルフルストの存命中に反響を得ることはなかった。後の1920年、アメリカのレイモンド・パールとローウェル・J・リードの研究によって、ロジスティック方程式が再発見されることになる。
「近代統計学の父」と呼ばれるアドルフ・ケトレーに数学を教わったことがあり、その後は友人でもあり助言者でもある関係となった。ロジスティック方程式の研究も、ケトレーが原形となるアイディアを持っており、それの更なる研究をケトレーがフェルフルストに勧めたことから始まっている。

## 著作
- Verhulst, Pierre-François (1838). “Notice sur la loi que la population poursuit dans son accroissement”. Correspondance mathématique et physique 10:  113–121.
- Verhulst, Pierre-François (1841). Traité élémentaire des fonctions elliptiques : ouvrage destiné à faire suite aux traités élémentaires de calcul intégral. Bruxelles: Hayez
- Verhulst, Pierre-François (1845). “Recherches mathématiques sur la loi d'accroissement de la population”. Nouveaux Mémoires de l'Académie Royale des Sciences et Belles-Lettres de Bruxelles 18:  1–42.
- Verhulst, Pierre-François (1847). “Deuxième mémoire sur la loi d'accroissement de la population”. Mémoires de l'Académie Royale des Sciences, des Lettres et des Beaux-Arts de Belgique 20:  1–32.